# Панамски провлак
Панамския провлак (на испански: Istmo de Panamá) е провлак в крайната южна, най-тясна част на Централна Америка, на територията на Република Панама. В същото време се явява и свързващо звено между Северна и Южна Америка. На север се мие от водите на Карибско море, а на юг – от водите на Панамския залив на Тихия океан. В най-тясната си част е широк 48 km.
В различните географски източници има различни виждания за конфигурацията на провлака. При първия вариант към провлака се отнася цялата територия на Република Панама, а при втория – само неговата централна, най-тясна част, между планините Кордилера де Верагуа на запад и Кордилера де Сан Блас на изток. При втория вариант релефът на провлака представлява ниска хълмиста равнина, изградена предимно от вулканични скали, формирала се преди около 3 млн. години, през плиоцена. Склоновете на планините, обърнати към Карибско море са обрасли с гъсти, вечнозелени тропични гори, а тези обърнати към Панамския залив са заети от савани. Както при много други провлаци, географското разположение на Панамския провлак има важна стратегическа роля, поради което в най-тясната му част през 1914 г. е пуснат в експлоатация Панамския канал, свързващ Атлантическия с Тихия океан.
Северните брегове на провлака са открити през октомври 1502 г. от великия испански мореплавател Христофор Колумб, по време на неговата 4-та експедиция. През септември 1513 г. испанският конкистадор Васко Нунес де Балбоа първи пресича източна му, най-трудно достъпна част и достига до бреговете на Тихия океан. През 1515 и 1516 г. испанските конкистадори Гаспар Моралес и Гонсало де Бадахос откриват и описват целите му южни брегове. 